# Chautauqua (Kansas)
Chautauqua es una ciudad ubicada en el condado de Chautauqua en el estado estadounidense de Kansas. En el año 2010 tenía una población de 111 habitantes y una densidad poblacional de 100,91 personas por km².

## Geografía
Chautauqua se encuentra ubicada en las coordenadas 37°1′34″N 96°10′42″O / 37.02611, -96.17833 (37.026172, -96.178458).

## Demografía
Según la Oficina del Censo en 2000 los ingresos medios por hogar en la localidad eran de $18,500 y los ingresos medios por familia eran $19,583. Los hombres tenían unos ingresos medios de $31,250 frente a los $15,750 para las mujeres. La renta per cápita para la localidad era de $9,781. Alrededor del 38.5% de la población estaban por debajo del umbral de pobreza.